# Castillo de Giribaile
El castillo de Giribaile es una construcción militar edificada en el siglo XII, durante la etapa islámica, situada en las inmediaciones de la aldea de Guadalén, en la localidad jiennense de Vilches, Andalucía, España. Se localiza sobre el extremo norte de una meseta de unos 500 m s. n. m. (metros sobre el nivel del mar), que controla visualmente la vega del río Guadalimar, la antigua vía Heráclea y las inmediaciones de Cástulo, situada unos 15 km al suroeste.

## Historia
Los primeros asentamientos humanos en Giribaile se remontan al primer tercio del II milenio a. C. De esta época se conservan diversas estructuras vinculadas a la explotación de los recursos mineros de la zona. Su ocupación se mantendría hasta época ibérica, convirtiéndose en una gran población, considerándose que corresponde a la gran capital oretana de Orissia, que sigue pendiente de excavaciones oficiales que aporten más datos sobre la misma. Durante esta última etapa ocupó una importante posición estratégica en la vía de conexión de Cástulo con el Levante. El oppidum oretano entre los siglos IV o III a. C., terminó transformándose en una gran ciudad fortificada con una extensión mayor de 18 hectáreas.
Este gran oppidum poseía una muralla principal situada al sur, de unos 200 metros de longitud por más de 10 metros de altura; en la actualidad se aprecia una enorme hilera de escombros sobre ella. El resto de la meseta ocupada por el oppidum está resguardado por la natural orografía del terreno, que le dota de una notable defensa. No obstante, se abandonaría a inicios del siglo I a. C. después de un brutal arrasamiento por los romanos en el curso de las guerras y matanzas de Sertorio, huyendo los escasos supervivientes a Cástulo. El estrato de ceniza encontrado en giribaile denota la quema de la ciudad.
Las investigaciones arqueológicas constatan la presencia de un importante poblamiento visigodo en sus inmediaciones, formado por pequeños asentamientos agrícolas de base cerealista, que complementarían con la ganadería. A falta de estudios más concluyentes, cabría relacionar estos poblados, el hábitat rupestre de las Cuevas de Espeluca, en el que se incluyen espacios de culto cristiano, con la existencia de una fortificación hispano-visigoda que fue posteriormente utilizada como basamento del castillo islámico.
A partir de la invasión musulmana, sobre el recinto íbero-romano de Giribaile se levantó otro castillo fortaleza. se produjo una concentración en torno a Giribaile, que se convirtió en un Hisn (castillo-refugio), utilizado como lugar de defensa común por los habitantes de las alquerías del entorno.
En la segunda mitad del siglo XII, ante el avance de las tropas cristianas por la Mancha, se reforzaron y transformaron los castillos que, como Giribaile, controlaban y defendían los pasos serranos y las vías que le comunicaban con las tierras del interior del valle. En Giribaile se construyeron fortificaciones de argamasa. En 1170 los almohades controlaban el castillo.
En 1227 el castillo fue entregado a Fernando III el Santo por Acet-Abe-Mohamed. Fue ocupado por la Orden de Calatrava después de ser entregado a la ciudad de Baeza por Alfonso X en 1274. En 1292 Sancho IV lo entregó al juez de Baeza don Gil Bayle de Cabrera, de quién tomó el nombre, junto con las tierras entre el Guadalimar y el Guadalén.

## Descripción
El castillo tiene planta irregular. Se conservan dos torres cuadradas de tapial y algunos lienzos de muralla. Destaca una sólida torre de 7´45 m de fachada y 6´20 de lado, que albergaba en su interior tres estancias y engloba otra islámica más antigua. Entre las dos se conserva un espacio de aproximadamente dos metros de anchura, que formaría una pequeña barbacana. La segunda torre también muestra una compleja superposición de estructuras, que denotan la reutilización continuada de elementos. La parte más antigua corresponde a un pódium de mampostería regular, sobre el que se erigió una torre cuadrada, que finalmente fue revestida con gruesos muros de tapial de argamasa.
En el interior del castillo se conservan los restos de un pequeño aljibe cubierto con bóveda de cañón.

## Conservación
A pesar de encontrarse bajo la protección de la Declaración genérica del Decreto de 22 de abril de 1949, y la Ley 16/1985 sobre el Patrimonio Histórico Español, su estado es de total abandono, propiciando el progresivo derrumbe que podría llevar hacia su ruina. Los hallazgos de época íbera e ibero-romana se encuentran el Museos íbero y Museo Provincial de Jaén, y de época visigoda en el Museo Arqueológico de Granada.

## En la cultura popular
Se cuenta que a pesar de lo escrito en el castillo durante una partida de caza, el señor de Giribaile se extravió y cayó en el pozo de una mina abandonada de la que le fue imposible salir. Meses más tarde encontraron el cadáver. El señor de Giribaile había muerto de sed y de hambre.